# جایزه بزرگ آذربایجان ۲۰۲۳
جایزه بزرگ آذربایجان ۲۰۲۳ (به طور رسمی با عنوان جایزه بزرگ آذربایجان فرمول یک ۲۰۲۳ شناخته می شود) یک مسابقه اتومبیلرانی فرمول یک بود که در ۳۰ آوریل ۲۰۲۳ در پیست شهری باکو در باکو، آذربایجان برگزار شد. این مسابقه چهارمین دور از مسابقات فرمول یک فصل ۲۰۲۳ و اولین دور از شش آخر هفته دارای فرمت اسپرینت بود.
شارل لکلرک هر دو رویداد را از پول پوزیشن آغاز کرد اما سرجیو پرز در هر دو مسابقه به پیروزی رسید. در دور پایانی مسابقه، حادثه ای رخ داد که در آن راننده تیم آلپاین استابان اوکون مجبور به تغییر مسیر شذ تا از برخورد با چند عکاسی که زودتر از موعد مقرر به ورودی گاراژ آمده بودند جلوگیری کند.